# XO-3觀察機
Dayton-Wright XO-3是 Dayton-Wright於1924年開發的一款飛機。

## 發展
該機是一款是一款兩座雙翼飛機，配備1具Wright T-3 Tornado水冷12缸活塞發動機。原型機編號為23-1254，由萊特航空在代頓-賴特公司滅亡後建造，並給予編號P-376。

在萊特的機場進行試驗後，XO-3被拒絕，並被運回萊特航空公司擔任發動機試驗台，民事登記為X-1087。賴特正式將其命名為「莫霍克」(Mohawk)，但非正式地，它獲得了「鐵馬」(Iron Horse)的綽號。